# Röda lyktan stopp
Röda lyktan stopp är en internationell barnlek som ofta leks utomhus. Den är känd under olika namn som exempelvis "Ett två tre rött ljus" och "Röda gröna lyktan stopp". Leken förekommer i olika versioner, men i grund och botten gäller samma regler. Leken förekommer i filmerna Barnhemmet från 2007, As The Gods Will från 2015 och Våga älska(dk) från 2015, samt i TV-serien Squid Game från 2021.
I Sverige finns flera varianter av leken, bland annat "Tåget är försenat" och "Tomtesmyg".

## Utförande
1. Märk ut en linje på marken.
2. Alla deltagare ställer sig bakom linjen, utom en person (räknaren) som ställer sig en bit bort (till exempel vid ett träd).
3. "Räknaren" vänder sig bort från de andra och säger högt: "Ett, två, tre, röda lyktan-stopp!". Medan "räknaren" är bortvänd ska de andra gå mot den.
4. "Räknaren" vänder sig sedan åter mot gruppen. Då måste alla i gruppen stå helt stilla. Om "räknaren" ser någon röra sig, kallar denne tillbaka personen till startlinjen.
5. Proceduren upprepas från punkt 3 och fortlöper tills någon har hunnit fram till "räknaren". Den som först nuddar "räknaren" på axeln vinner och byter plats med "räknaren" till nästa omgång.

## I olika länder
- I vissa engelskspråkiga länder är leken känd under namnet "Red light/Green light" (Rött ljus/Grönt ljus) eller "Sneak up on granny" (Smyga på mormor).
- I Spanien går den bland annat under namnet "1,2,3, ¡toca la pared!" (Ett, två, tre, nudda väggen)
- I Polen "1, 2, 3, Baba Jaga patrzy" (ett, två, tre Baba-Jaga tittar)
- I Frankrike "1,2,3, soleil" (Ett, två, tre, sol).
- I Italien "1,2,3, stella!" (Ett, två, tre, stjärna).
- I Australien heter den "Statues" (Statyer).
- I Mexiko kallas den "1,2,3, calabaza" (Ett, två, tre, pumpa).
- I Finland säger man "Peili" (Spegeln).
- I Kina säger man "1, 2, 3, mutouren!" (Ett, två, tre, trädocka).
- I Sydkorea säger man "무궁화 꽃 이 피었 습니다", "Mugunghwa kkochi pieot seumnida" (Frilandshibiskusen har blommat).